# Monistrol-d'Allier
Monistrol-d'Allier é uma comuna francesa na região administrativa de Auvérnia-Ródano-Alpes, no departamento de Alto Loire. Estende-se por uma área de 28,36 km². Em 2010 a comuna tinha 207 habitantes (densidade: 7,3 hab./km²).

## Link
- Monistrol d'Allier